# Campionati europei di atletica leggera indoor 2023
I XXXVII Campionati europei di atletica leggera indoor si svolgono presso l'Ataköy Athletics Arena di Istanbul, in Turchia, dal 2 al 5 marzo 2023.
Con una nota diramata il 21 febbraio 2023, la European Athletics ha comunicato che i campionati si svolgeranno regolarmente, anche se con limitazioni agli eventi di contorno, nonostante il terremoto che ha colpito la Turchia il 6 febbraio, e che per ogni biglietto venduto un euro sarà donato per i soccorsi e la ricostruzione.

## Sede
L'11 novembre 2020, l'Associazione europea di atletica leggera (EAA) ha scelto Istanbul in occasione della sua 160ª riunione del Consiglio tenutasi online a causa della pandemia di COVID-19. La città è stata l'unica sede che si è candidata per l'organizzazione di questo campionato, anche in occasione dei 100 anni della Repubblica di Turchia. La nuova pista di atletica è di produzione Mondo.

## Criteri di qualificazione

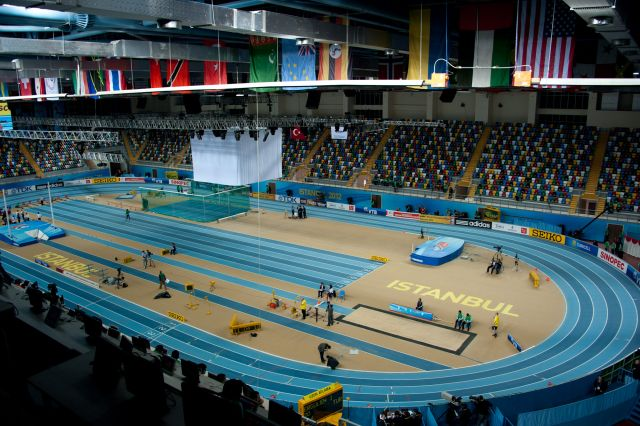
Ataköy Arena (2012)

I criteri di partecipazione sono stati stabiliti in modo da far qualificare circa la metà degli atleti ottenendo il minimo stabilito, mentre la restante metà attraverso il posizionamento nel ranking mondiale alla data del 19 febbraio 2023, tenendo anche conto dei criteri di universalità. Il periodo di qualificazione è durato un anno dal 20 febbraio 2022 al 19 febbraio 2023, ad eccezione degli eventi multipli in cui è durato 18 mesi dal 20 agosto 2021 al 19 febbraio 2023.
Ogni nazione può iscrivere fino a quattro atleti per ogni gara individuale, con tre partecipanti effettivi. Alle staffette possono prendere parte sei squadre nazionali: un posto è assegnato alla squadra della nazione ospitante, tre posti sono assegnati in base al ranking della staffetta 4×400 metri della stagione outdoor 2022, mentre i rimanenti due posti (o tre quando il paese ospitante rinuncia al proprio posto, come per la staffetta turca femminile) sono assegnati sulla base della somma dei tempi dei 400 m dei singoli atleti nella stagione al coperto 2023 alla data del 19 febbraio 2023.
| Uomini    | Uomini           | Gara                  | Donne     | Donne            |
| Indoor    | Outdoor          | Gara                  | Indoor    | Outdoor          |
| --------- | ---------------- | --------------------- | --------- | ---------------- |
| 6"63      | 10"08 (100 m)    | 60 metri piani        | 7"24      | 11"10 (100 m)    |
| 46"35     | 45"15            | 400 metri piani       | 52"20     | 50"80            |
| 1'46"75   | 1'44"70          | 800 metri piani       | 2'02"20   | 1'59"00          |
| 3'37"40   | 3'32"80          | 1500 metri piani      | 4'09"00   | 4'02"50          |
| 7'44"00   | 7'37"00          | 3000 metri piani      | 8'48"00   | 8'39"00          |
| 7"64      | 13"30 (110 m hs) | 60 metri ostacoli     | 8"03      | 12"90 (100 m hs) |
| 6 squadre | 6 squadre        | Staffetta 4×400 metri | 6 squadre | 6 squadre        |
| 2,30 m    | 2,30 m           | Salto in alto         | 1,96 m    | 1,96 m           |
| 5,82 m    | 5,82 m           | Salto con l'asta      | 4,70 m    | 4,70 m           |
| 8,12 m    | 8,12 m           | Salto in lungo        | 6,75 m    | 6,75 m           |
| 17,02 m   | 17,02 m          | Salto triplo          | 14,32 m   | 14,32 m          |
| 21,20 m   | 21,20 m          | Getto del peso        | 18,60 m   | 18,60 m          |
| 6140      | 8400 (Decathlon) | Eptathlon             | –         | –                |
| –         | –                | Pentathlon            | 4580      | 6650 (Eptathlon) |

## Nazioni partecipanti
Nell'elenco che segue, tra parentesi, è indicato il numero di atleti per ogni squadra. La spedizione con più atleti è quella dell'Italia, che è anche la spedizione italiana più grande di sempre, ad un europeo al coperto, uguagliando Genova 1992. Per la prima volta, contando solo gli atleti che hanno preso parte alle competizioni (non gli iscritti), ci sono state più donne (278) che uomini (274) in una competizione europea.
- Albania (1)
- Andorra (2)
- Armenia (2)
- Austria (3)
- Azerbaigian (2)
- Belgio (22)
- Bosnia ed Erzegovina (3)
- Bulgaria (5)
- Cipro (4)
- Croazia (6)
- Danimarca (9)
- Estonia (6)
- Finlandia (21)
- Francia (42)
- Georgia (2)
- Germania (31)
- Gibilterra (2)
- Gran Bretagna (32)
- Grecia (19)
- Irlanda (16)
- Islanda (2)
- Italia (49)
- Kosovo (2)
- Lettonia (3)
- Lituania (6)
- Lussemburgo (5)
- Macedonia del Nord (2)
- Malta (2)
- Moldavia (1)
- Monaco (1)
- Montenegro (1)
- Paesi Bassi (33)
- Norvegia (21)
- Polonia (28)
- Portogallo (22)
- Rep. Ceca (17)
- Romania (14)
- San Marino (2)
- Serbia (12)
- Slovacchia (3)
- Slovenia (12)
- Spagna (32)
- Svezia (21)
- Svizzera (23)
- Turchia (20)
- Ucraina (11)
- Ungheria (16)

## Calendario
| Data             | 02 | 02 | 03 | 03 | 04 | 04   | 05 | 05 |
| Evento           |    |    |    |    |    |      |    |    |
| ---------------- | -- | -- | -- | -- | -- | ---- | -- | -- |
| 60 m             |    |    |    |    | B  | SF F |    |    |
| 400 m            |    |    | B  | SF |    | F    |    |    |
| 800 m            |    | B  |    |    |    | SF   |    | F  |
| 1 500 m          |    | B  |    | F  |    |      |    |    |
| 3 000 m          |    |    |    |    | B  |      |    | F  |
| 60 m hs          |    |    |    |    | B  |      | SF | F  |
| Salto in alto    |    |    |    | Q  |    |      |    | F  |
| Salto con l'asta |    |    |    |    | Q  |      |    | F  |
| Salto in lungo   |    |    | Q  |    |    |      | F  |    |
| Salto triplo     |    | Q  |    | F  |    |      |    |    |
| Getto del peso   |    | Q  |    | F  |    |      |    |    |
| Eptathlon        |    |    |    |    | F  | F    | F  | F  |
| 4×400 m          |    |    |    |    |    |      |    | F  |

| P | Batterie preliminari | B | Batterie | Q | Qualificazioni | SF | Semifinali | F | Finale |

| Data             | 02 | 02 | 03 | 03   | 04 | 04 | 05 | 05 |
| Evento           |    |    |    |      |    |    |    |    |
| ---------------- | -- | -- | -- | ---- | -- | -- | -- | -- |
| 60 m             |    |    | B  | SF F |    |    |    |    |
| 400 m            |    |    | B  | SF   |    | F  |    |    |
| 800 m            |    | B  |    |      |    | SF |    | F  |
| 1 500 m          |    |    | B  |      |    | F  |    |    |
| 3 000 m          |    | B  |    | F    |    |    |    |    |
| 60 m hs          |    |    |    |      | B  |    | SF | F  |
| Salto in alto    |    | Q  |    |      |    |    | F  |    |
| Salto con l'asta |    |    | Q  |      |    | F  |    |    |
| Salto in lungo   |    |    |    |      | Q  |    |    | F  |
| Salto triplo     |    |    | Q  |      |    | F  |    |    |
| Getto del peso   |    | Q  |    | F    |    |    |    |    |
| Pentathlon       |    |    | F  | F    |    |    |    |    |
| 4×400 m          |    |    |    |      |    |    |    | F  |

## Risultati

### Uomini
| Specialità | Oro                                                           | Prestazione    | Argento                                                                  | Prestazione    | Bronzo                                                                        | Prestazione   |
| Corse piane |                                                               |                |                                                                          |                |                                                                               |               |
| 60 metri (dettagli) | Samuele Ceccarelli                                            | 6"48           | Marcell Jacobs                                                           | 6"50           | Henrik Larsson                                                                | 6"53          |
| 400 metri (dettagli) | Karsten Warholm                                               | 45"35          | Julien Watrin                                                            | 45"44          | Carl Bengtström                                                               | 45"77         |
| 800 metri (dettagli) | Adrián Ben                                                    | 1'47"34 (.335) | Benjamin Robert                                                          | 1'47"34 (.338) | Eliott Crestan                                                                | 1'47"65       |
| 1500 metri (dettagli) | Jakob Ingebrigtsen                                            | 3'33"95        | Neil Gourley                                                             | 3'34"23        | Azeddine Habz                                                                 | 3'35"39       |
| 3000 metri (dettagli) | Jakob Ingebrigtsen                                            | 7'40"32        | Adel Mechaal                                                             | 7'41"75        | Elzan Bibić                                                                   | 7'44"03       |
| Corse a ostacoli |                                                               |                |                                                                          |                |                                                                               |               |
| 60 metri ostacoli (dettagli) | Jason Joseph                                                  | 7"41           | Jakub Szymański                                                          | 7"56           | Just Kwaou-Mathey                                                             | 7"59          |
| Salti |                                                               |                |                                                                          |                |                                                                               |               |
| Salto in alto (dettagli) | Douwe Amels                                                   | 2,31 m =       | Andrij Procenko                                                          | 2,29 m         | Thomas Carmoy                                                                 | 2,29 m        |
| Salto con l'asta (dettagli) | Sondre Guttormsen                                             | 5,80 m         | Emmanouīl Karalīs                                                        | 5,80 m         | Non assegnata                                                                 | Non assegnata |
| Salto con l'asta (dettagli) | Sondre Guttormsen                                             | 5,80 m         | Piotr Lisek                                                              | 5,80 m         | Non assegnata                                                                 | Non assegnata |
| Salto in lungo (dettagli) | Miltiadīs Tentoglou                                           | 8,30 m         | Thobias Montler                                                          | 8,19 m =       | Gabriel Bitan                                                                 | 8,00 m        |
| Salto triplo (dettagli) | Pedro Pichardo                                                | 17,60 m        | Nikolaos Andrikopoulos                                                   | 16,58 m        | Max Heß                                                                       | 16,57 m       |
| Lanci |                                                               |                |                                                                          |                |                                                                               |               |
| Getto del peso (dettagli) | Zane Weir                                                     | 22,06 m        | Tomáš Staněk                                                             | 21,90 m        | Roman Kokoško                                                                 | 21,84 m       |
| Prove multiple |                                                               |                |                                                                          |                |                                                                               |               |
| Eptathlon (dettagli) | Kévin Mayer                                                   | 6348 p.        | Sander Skotheim                                                          | 6318 p.        | Risto Lillemets                                                               | 6079 p.       |
| Staffette |                                                               |                |                                                                          |                |                                                                               |               |
| Staffetta 4×400 metri (dettagli) | Belgio Dylan Borlée Alexander Doom Kévin Borlée Julien Watrin | 3'05"83        | Francia Gilles Biron Téo Andant Victor Coroller Muhammad Abdallah Kounta | 3'06"52        | Paesi Bassi Isayah Boers Isaya Klein Ikkink Ramsey Angela Liemarvin Bonevacia | 3'06"59       |
| record mondiale; record mondiale stagionale; record europeo; record europeo stagionale; record dei campionati; record nazionale; record personale; record personale stagionale. |                                                               |                |                                                                          |                |                                                                               |               |

### Donne
| Specialità | Oro                                                                   | Prestazione | Argento                                                                   | Prestazione | Bronzo                                                                             | Prestazione |
| Corse piane |                                                                       |             |                                                                           |             |                                                                                    |             |
| 60 metri (dettagli) | Mujinga Kambundji                                                     | 7"00 =      | Ewa Swoboda                                                               | 7"09 =      | Daryll Neita                                                                       | 7"12        |
| 400 metri (dettagli) | Femke Bol                                                             | 49"85       | Lieke Klaver                                                              | 50"57       | Anna Kiełbasińska                                                                  | 51"25       |
| 800 metri (dettagli) | Keely Hodgkinson                                                      | 1'58"66     | Anita Horvat                                                              | 2'00"54     | Agnès Raharolahy                                                                   | 2'00"85     |
| 1500 metri (dettagli) | Laura Muir                                                            | 4'03"40     | Claudia Bobocea                                                           | 4'03"76     | Sofia Ennaoui                                                                      | 4'04"06     |
| 3000 metri (dettagli) | Hanna Klein                                                           | 8'35"87     | Konstanze Klosterhalfen                                                   | 8'36"50     | Melissa Courtney-Bryant                                                            | 8'41"19     |
| Corse a ostacoli |                                                                       |             |                                                                           |             |                                                                                    |             |
| 60 metri ostacoli (dettagli) | Reetta Hurske                                                         | 7"79 =      | Nadine Visser                                                             | 7"84        | Ditaji Kambundji                                                                   | 7"91        |
| Salti |                                                                       |             |                                                                           |             |                                                                                    |             |
| Salto in alto (dettagli) | Jaroslava Mahučich                                                    | 1,98 m      | Britt Weerman                                                             | 1,96 m =    | Kateryna Tabašnyk                                                                  | 1,94 m      |
| Salto con l'asta (dettagli) | Wilma Murto                                                           | 4,80 m      | Tina Šutej                                                                | 4,75 m      | Amálie Švábíková                                                                   | 4,70 m      |
| Salto in lungo (dettagli) | Jazmin Sawyers                                                        | 7,00 m      | Larissa Iapichino                                                         | 6,97 m      | Ivana Vuleta                                                                       | 6,91 m      |
| Salto triplo (dettagli) | Tuğba Danışmaz                                                        | 14,31 m     | Dariya Derkach                                                            | 14,20 m     | Patrícia Mamona                                                                    | 14,16 m     |
| Lanci |                                                                       |             |                                                                           |             |                                                                                    |             |
| Getto del peso (dettagli) | Auriol Dongmo                                                         | 19,76 m     | Sara Gambetta                                                             | 18,83 m     | Fanny Roos                                                                         | 18,42 m     |
| Prove multiple |                                                                       |             |                                                                           |             |                                                                                    |             |
| Pentathlon (dettagli) | Nafissatou Thiam                                                      | 5055 p.     | Adrianna Sułek                                                            | 5014 p.     | Noor Vidts                                                                         | 4823 p.     |
| Staffette |                                                                       |             |                                                                           |             |                                                                                    |             |
| Staffetta 4×400 metri (dettagli) | Paesi Bassi Lieke Klaver Eveline Saalberg Cathelijn Peeters Femke Bol | 3'25"66     | Italia Alice Mangione Ayomide Folorunso Anna Polinari Eleonora Marchiando | 3'28"61     | Polonia Anna Kiełbasińska Marika Popowicz-Drapała Alicja Wrona-Kutrzepa Anna Pałys | 3'29"31     |
| record mondiale; record mondiale stagionale; record europeo; record europeo stagionale; record dei campionati; record nazionale; record personale; record personale stagionale. |                                                                       |             |                                                                           |             |                                                                                    |             |

## Medagliere
| Pos.   | Paese         | Oro | Argento | Bronzo | Totale |
| ------ | ------------- | --- | ------- | ------ | ------ |
| 1      | Norvegia      | 4   | 1       | 0      | 5      |
| 2      | Paesi Bassi   | 3   | 3       | 1      | 7      |
| 3      | Gran Bretagna | 3   | 1       | 2      | 6      |
| 4      | Italia        | 2   | 4       | 0      | 6      |
| 5      | Belgio        | 2   | 1       | 3      | 6      |
| 6      | Portogallo    | 2   | 0       | 1      | 3      |
| 6      | Svizzera      | 2   | 0       | 1      | 3      |
| 8      | Finlandia     | 2   | 0       | 0      | 2      |
| 9      | Francia       | 1   | 2       | 3      | 6      |
| 10     | Germania      | 1   | 2       | 1      | 4      |
| 11     | Grecia        | 1   | 2       | 0      | 3      |
| 12     | Ucraina       | 1   | 1       | 2      | 4      |
| 13     | Spagna        | 1   | 1       | 0      | 2      |
| 14     | Turchia       | 1   | 0       | 0      | 1      |
| 15     | Polonia       | 0   | 4       | 3      | 7      |
| 16     | Slovenia      | 0   | 2       | 0      | 2      |
| 17     | Svezia        | 0   | 1       | 3      | 4      |
| 18     | Rep. Ceca     | 0   | 1       | 1      | 2      |
| 18     | Romania       | 0   | 1       | 1      | 2      |
| 20     | Serbia        | 0   | 0       | 2      | 2      |
| 21     | Estonia       | 0   | 0       | 1      | 1      |
| Totale | Totale        | 26  | 27      | 25     | 78     |

## Classifica a punti
Per la prima volta in 37 edizioni degli europei indoor, l’Italia si classifica prima, con un totale di 20 finalisti e 84 punti, davanti alla Gran Bretagna, con 72,5 punti e ai Paesi Bassi, con 69 punti.
| Pos.   | Nazione              | Oro | Argento | Bronzo | 4º | 5º | 6º | 7º | 8º | Finalisti | Punti tot. |
| ------ | -------------------- | --- | ------- | ------ | -- | -- | -- | -- | -- | --------- | ---------- |
| 1      | Italia               | 2   | 4       | -      | 3  | 2  | 3  | 2  | 4  | 20        | 84         |
| 2      | Gran Bretagna        | 3   | 1       | 2      | -  | 3  | 4  | 2  | 2  | 17        | 72,5       |
| 3      | Paesi Bassi          | 3   | 3       | 1      | 1  | 1  | 2  | 1  | 1  | 13        | 69         |
| 4      | Germania             | 1   | 2       | 1      | 4  | -  | 1  | 4  | 2  | 15        | 61         |
| 5      | Francia              | 1   | 2       | 3      | -  | 3  | 1  | 1  | 1  | 12        | 58         |
| 6      | Polonia              | -   | 4       | 3      | 1  | 1  | 1  | -  | -  | 10        | 57,5       |
| 7      | Belgio               | 2   | 1       | 3      | 1  | -  | 2  | 2  | 1  | 12        | 57         |
| 8      | Spagna               | 1   | 1       | -      | 5  | 1  | 1  | 2  | 1  | 12        | 52         |
| 9      | Norvegia             | 4   | 1       | -      | -  | -  | 1  | 1  | 1  | 8         | 45         |
| 10     | Portogallo           | 2   | -       | 1      | 2  | 1  | 1  | -  | 2  | 9         | 41         |
| 11     | Svizzera             | 2   | -       | 1      | -  | 1  | 3  | 1  | -  | 8         | 37         |
| 12     | Rep. Ceca            | -   | 1       | 1      | 1  | 3  | 2  | -  | 1  | 9         | 37         |
| 13     | Svezia               | -   | 1       | 3      | -  | 1  | -  | 2  | 2  | 9         | 35         |
| 14     | Ucraina              | 1   | 1       | 2      | -  | 1  | -  | -  | -  | 5         | 31         |
| 15     | Grecia               | 1   | 2       | -      | 1  | -  | -  | 1  | -  | 5         | 28,5       |
| 16     | Slovenia             | -   | 2       | -      | -  | 1  | -  | -  | 1  | 4         | 19         |
| 17     | Romania              | -   | 1       | 1      | -  | 1  | -  | 1  | -  | 4         | 18,5       |
| 18     | Finlandia            | 2   | -       | -      | -  | -  | -  | 1  | -  | 3         | 18         |
| 19     | Serbia               | -   | -       | 2      | 1  | -  | -  | -  | 1  | 4         | 18         |
| 20     | Irlanda              | -   | -       | -      | 1  | 1  | 1  | -  | -  | 3         | 12         |
| 21     | Turchia              | 1   | -       | -      | -  | -  | 1  | -  | -  | 2         | 11         |
| 22     | Lussemburgo          | -   | -       | -      | -  | 2  | -  | -  | 1  | 3         | 9          |
| 23     | Ungheria             | -   | -       | -      | -  | 1  | 1  | 1  | -  | 3         | 9          |
| 24     | Austria              | -   | -       | -      | 1  | -  | -  | 1  | -  | 2         | 7          |
| 24     | Bosnia ed Erzegovina | -   | -       | -      | 1  | -  | -  | 1  | -  | 2         | 7          |
| 26     | Estonia              | -   | -       | 1      | -  | -  | -  | -  | -  | 1         | 6          |
| 27     | Bulgaria             | -   | -       | -      | 1  | -  | -  | -  | -  | 1         | 5          |
| 27     | Croazia              | -   | -       | -      | 1  | -  | -  | -  | -  | 1         | 5          |
| 27     | Danimarca            | -   | -       | -      | 1  | -  | -  | -  | -  | 1         | 5          |
| 30     | Azerbaigian          | -   | -       | -      | -  | 1  | -  | -  | -  | 1         | 4          |
| 30     | Slovacchia           | -   | -       | -      | -  | 1  | -  | -  | -  | 1         | 4          |
| 32     | Lituania             | -   | -       | -      | -  | -  | 1  | -  | -  | 1         | 3          |
| 33     | Moldavia             | -   | -       | -      | -  | -  | -  | 1  | -  | 1         | 2          |
| Totale | Totale               | 26  | 27      | 25     | 26 | 26 | 26 | 25 | 21 | 202       | 928        |

## Prestazioni
12 europei stagionali sono stati stabiliti e per la prima volta dal 2011, un primato mondiale indoor, quello del pentathlon. 38 primati nazionali.